# Слободское сельское поселение (Воронежская область)
Слободское сельское поселение — муниципальное образование Бобровского района Воронежской области России.
Административный центр — село Слобода.

## Население
| 2000  | 2005  | 2010  | 2012  | 2013  | 2014  | 2015  | 2016  | 2017  |
| ----- | ----- | ----- | ----- | ----- | ----- | ----- | ----- | ----- |
| 4500  | ↘4049 | ↗4077 | ↗4162 | ↗4246 | ↗4328 | ↗4449 | ↗4595 | ↗4597 |
| 2018  | 2019  | 2020  | 2021  |       |       |       |       |       |
| ↗4643 | ↗4678 | ↘4528 | ↘4128 |       |       |       |       |       |

## Административное деление
Состав поселения:
- село Слобода,
- хутор Заря,
- хутор Шестикурганный,
- хутор Шкарин,
- поселок Брагинского лесничества,
- поселок Висленского лесничества.